# Симоново (Ленинградская область)
Симоново — деревня в Бокситогорском городском поселении Бокситогорского района Ленинградской области.

## История
Деревня Симоново упоминается на семитопографической карте Новгородской губернии 1847 года.

СИМОНОВА ГОРА и СИМОНОВО — деревни Синецкого общества, прихода села Сенно. 

Крестьянских дворов — 5. Строений — 19, в том числе жилых — 9. Земского сбора не платят.

Число жителей по семейным спискам 1879 г.: 13 м. п., 16 ж. п.; по приходским сведениям 1879 г.: 13 м. п., 18 ж. п.

В усадьбе при деревне Симоново: Строений — 6, в том числе жилых — 2. Число жителей по приходским сведениям 1879 г.: 3 м. п., 3 ж. п.

В конце XIX — начале XX века деревня административно относилась к Обринской волости 5-го земского участка 3-го стана Тихвинского уезда Новгородской губернии.

СИМОНОВО (СИМОНОВА ГОРА) — деревня Синецкого общества, дворов — 7, жилых домов — 12, число жителей: 19 м. п., 21 ж. п.
 
Занятия жителей — земледелие. Колодец. Лавка. 

СИМОНОВО — усадьба А. А. Абрютиной, дворов — 1, жилых домов — 1, число жителей: 4 м. п., 5 ж. п.
 
Занятия жителей — земледелие, продажа извести. Колодец. Смежна с деревней Симоново. (1910 год)

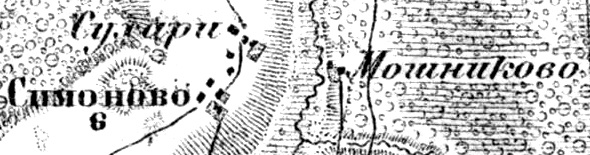
Деревня Симоново на карте 1913 года

Согласно карте Новгородской губернии 1913 года деревня насчитывала 6 крестьянских дворов.
Согласно карте Ленинградской области Северо-западного аэрогеодезического треста ГГУ издания 1932 года деревня насчитывала 7 крестьянских дворов, в деревне находилась часовня.
По данным 1933 года  деревня Симоново входила в состав Сенновского сельсовета Тихвинского района.
По данным 1966, 1973 и 1990 годов деревня Симоново входила в состав Борского сельсовета.
В 1997 году в деревне Симоново Борской волости проживал 1 человек, в 2002 году — 4 человека (все русские).
В 2007 году в деревне Симоново Бокситогорского ГП проживали 4 человека, в 2010 году — 2.

## География
Деревня расположена в северо-западной части района на автодороге 41К-039 (Бокситогорск — Батьково).
Расстояние до административного центра поселения — 8 км.
Расстояние до ближайшей железнодорожной станции Известковая, на ведомственной железнодорожной линии Большой Двор — Бокситогорск, колеи 1520 мм — 2 км.
Деревня находится на левом берегу реки Синенка.

## Демография
| 1997 | 2002 | 2007 | 2010 | 2017 |
| ---- | ---- | ---- | ---- | ---- |
| 1    | ↗4   | →4   | ↘2   | ↗7   |

### Национальный состав
Согласно данным Всероссийской переписи населения 2021 года в деревне проживали 14 человек, из них:
 русские — 13, таджики — 1 человек.